# Pitheciidae
Los pitécidos (Pitheciidae) son una familia de primates platirrinos, integrada por 4 géneros que incluyen 54 especies. Entre otros incluye a primates conocidos con los nombres comunes de sakis, uakarís, cacajaos, coxiús y titíes.

## Distribución y hábitat
Los pitécidos se hallan principalmente en las selvas tropicales de América del Sur, particularmente en la cuenca del Amazonas, del Orinoco y el bosque costero sobre el Atlántico del sureste de Brasil. Son casi exclusivamente arbóreos y habitan gran variedad de bosques de baja altitud, bosques secos, bosques de várzea, bosques de sabana, pantanos y bosques de galería. Las especies de los géneros Chiropotes y Cacajao se restringen a hábitats de bosques no inundables, bosques de sabana y bosque húmedos de montaña.

## Descripción
Los integrantes de la familia son especies de tamaño medio entre los platirrinos. Los titís (Callicebus) son los más pequeños y los uacarís (Cacajao) los más grandes. Los cuatro géneros de la familia difieren bastante en su aspecto, pero todos comparten una morfología dental similar, caracterizada por los dientes caninos orientados en dirección lateral y separados de los incisivos por un diastema. A su vez, los incisivos se angulan anteriormente, que en conjunto con la forma de los caninos, constituyen una adaptación para consumir frutas y semillas de corteza dura.
La longitud del cuerpo y cabeza en Callicebus varía entre 23 y 46 cm, 30 y 70 cm en Pithecia, 33 a 51 cm en Chiropotes y 30 a 58 cm en Cacajao. La longitud de la cola es de 26 a 56 cm en Callicebus, 25 a 54 cm en Pithecia, 30 a 51 cm en Chiropotes y 12,5 a 21 mm en Cacajao. Las especies de Callicebus pesan hasta 2 kg, las de Pithecia pesan entre 0,7 y 1,7 kg, las de Chiropotes entre 2 y 4 kg, y las de Cacajao entre 2,7 y 3,5 kg.

## Comportamiento
Son primates diurnos, casi exclusivamente arbóreos y sociales. Todas las especies utilizan principalmente la locomoción cuadrúpeda para moverse sobre los árboles; los uacarís en ocasiones usan la posición bípeda o saltan entre las ramas de los árboles.
Todos los pitécidos se congregan en grupos. Los titis viven en pequeños grupos formados por una pareja reproductora y sus crías. Los demás géneros viven en grupos formados por adultos de ambos sexos y diferentes edades, de entre 10 a 30 individuos en Chiropotes hasta 100 en Cacajao.
Su dieta se especializa en frutas grandes de corteza dura, incluyendo la pulpa de semillas duras. Las especies del género Callicebus (titis) consumen en proporción más pulpa de fruta que los otros géneros. Algunas especies complementas su dieta con hojas e insectos.
Generalmente pare una sola cría y la gestación se extiende entre 150 y 180 días. La lactancia varía entre 3 y 6 meses en los titis y hasta 2 años en los uacarís. Al nacer los titis pesan 70 gramos. La madurez sexual en las diferentes especies se alcanza entre los 3 y 4 años.

## Clasificación
- Familia Pitheciidae
  - Subfamilia Pitheciinae
    - Género Cacajao
      - Uacarí de Araçá[3]
      - Uacarí calvo
      - Uacarí de Neblina[3]
      - Uacarí de cabeza negra

    - Género Chiropotes
      - Sakí de naríz blanca
      - Sakí barbudo rojizo
      - Sakí barbudo de espalda roja
      - Sakí barbudo negro
      - Sakí barbudo de Uta Hick

    - Género Pithecia[4]
      - Sakí ecuato-peruano
      - Sakí blanco
      - Sakí de cara dorada
      - Sakí peludo
      - Sakí gris
      - Sakí de Miller
      - Sakí cabelludo
      - Sakí cariblanco
      - Sakí de cara desnuda
      - Sakí de cazuza
      - Sakí bruñido
      - Sakí de Isabel
      - Sakí de Tapajós
      - Sakí del Napo
      - Sakí de Pissinatti
      - Sakí de cara calva

  - Subfamilia Callicebinae
    - Género Callicebus
      - Tití del Madidi[5]
      - Tití del lago Batista]
      - Tití de Barbara Brown
      - Tití de Bernardo
      - Tití marrón
      - Tití del Caqueta[6]
      - Tití de pecho marrón
      - Tití ceniciento
      - Tití de coimbra
      - Tití cobrizo
      - Tití rojo
      - Tití de orejas blancas
      - Tití de Hershkovitz
      - Tití de Hoffman
      - Tití lucifer o Tocón
      - Viudita
      - Tití de manos negras
      - Tití costero de manos negras
      - Tití de vientre rojo
      - Tití del Beni
      - Guigó de frente negra
      - Tití del Mayo
      - Tití de los Olalla
      - Tití ornamentado
      - Tití del Chaco
      - Tití enmascarado
      - Tití del Purus
      - Tití de cabeza roja
      - Tití de Stephen Nash
      - Tití de collar

### Taxones extintos
- Tribu Xenotrichini
- Género Carlocebus
  - Carlocebus carmenensis
  - Carlocebus intermedius
- Género Cebupithecia[7]
  - Cebupithecia sarmientoi
- Género Homunculus[8]
  - Homunculus patagonicus
- Género Nuciruptor
  - Nuciruptor rubricae
- Género Paralouatta[9]
  - Paralouatta varonai
  - Paralouatta marianae
- Género Propithecia
  - Propithecia neuquenensis
- Género Soriacebus
  - Soriacebus ameghinorum
  - Soriacebus adrianae
- Género Xenothrix[10]
  - Xenothrix mcgregori